# Инст. Оаксакењо Проф. де Едукасион Федерал (Сан Педро и Сан Пабло Тепосколула)
Инст. Оаксакењо Проф. де Едукасион Федерал (шп. Inst. Oaxaqueño Prof. de Educación Federal) насеље је у Мексику у савезној држави Оахака у општини Сан Педро и Сан Пабло Тепосколула. Насеље се налази на надморској висини од 2180 м.

## Становништво
Према подацима из 2005. године у насељу је живело 7 становника.

### Хронологија
| Година       | 2000 | 2005 |
| ------------ | ---- | ---- |
| Становништво | 15   | 7    |

### Попис
| # | Индикатор                        | Вредност |
| - | -------------------------------- | -------- |
| 1 | Укупно појединачних домаћинстава | 1        |